# 巫溪铁线莲
巫溪铁线莲（学名：Clematis wuxiensis）一种于中国重庆市巫溪县阴条岭发现的多年生藤本植物，隶属于毛茛科铁线莲属。

## 形态特征
巫溪铁线莲形态上与绣球藤（Clematis montana）和薄叶铁线莲（Clematis gracilifolia）相似，区别在于巫溪铁线莲具有9小叶的羽状复叶。